# Franck Solforosi
Franck Solforosi (født 10. september 1984 i Lyon, Frankrig) er en fransk roer og dobbelt verdensmester.
Solforosi var med i den franske letvægtsfirer, der vandt bronze ved OL 2016 i Rio de Janeiro, sidste gang disciplinen var med på OL-programmet. Båden bestod desuden af Thomas Baroukh, Guillaume Raineau og Thibault Colard. Franskmændene sikrede tredjepladsen efter en finale, hvor Schweiz og Danmark vandt henholdsvis guld og sølv. Han var også med i båden ved både OL 2008 i Beijing og OL 2012 i London, hvor franskmændene sluttede på henholdsvis 4. og 7. pladsen.
Solforosi vandt desuden en VM-guldmedalje i letvægtsotter ved VM 2004 i Spanien og en i letvægtsfirer ved VM 2005 i Japan.

## OL-medaljer
- 2016:  Bronze i letvægtsfirer